# Synechocryptus latitarsis
Synechocryptus latitarsis là một loài tò vò trong họ Ichneumonidae.